# ガズダグ・ダーニエル
ガズダグ・ダーニエル（Gazdag Dániel 、1996年3月2日 - ）は、ハンガリー・ニーレジハーザ出身の同国代表プロサッカー選手。コロンバス・クルー所属。ポジションはMF。

## クラブ経歴
地元クラブでのプレーを経て、2010年にブダペスト・ホンヴェードFCのユースチームに加入。2014年9月2日、マジャル・クパのジェールETO FC戦でトップチームデビューを飾った。
2021年5月、MLSのフィラデルフィア・ユニオンに移籍。契約は2年＋2年の延長オプション付きで、移籍金は推定で180万ドルと報じられた。
2025年4月11日、コロンバス・クルーに移籍した。

## 代表歴
各年代でハンガリー代表に選出されている。
2019年9月5日、国際親善試合のモンテネグロ代表戦でフル代表デビューを飾った。2021年3月31日、2022 FIFAワールドカップ・ヨーロッパ予選のアンドラ代表選で代表初ゴールを決めた。
2021年6月、UEFA EURO 2020参加メンバーに選出された。
UEFA EURO 2024に選出

### 代表戦での得点
| No. | 開催日         | 会場                   | 対戦国       | 得点 | 結果 | 試合概要                               |
| --- | -------------- | ---------------------- | ------------ | ---- | ---- | -------------------------------------- |
| 1   | 2021年3月31日  | エスタディ・ナシオナル | アンドラ     | 2–0  | 4–1  | 2022 FIFAワールドカップ予選            |
| 2   | 2021年11月12日 | プスカシュ・アレーナ   | サンマリノ   | 2–0  | 4–0  | 2022 FIFAワールドカップ予選            |
| 3   | 2021年11月15日 | ワルシャワ国立競技場   | ポーランド   | 2–1  | 2–1  | 2022 FIFAワールドカップ予選            |
| 4   | 2022年6月14日  | モリニュー・スタジアム | イングランド | 4–0  | 4–0  | UEFAネーションズリーグ2022-23・リーグA |